# Franciszek Ksawery Kmietowicz
Franciszek Ksawery Kmietowicz (ur. 21 listopada 1892 w Krynicy-Zdroju, zm. 2 września 1940 we Lwowie) – polski lekarz, docent, major lekarz Wojska Polskiego.

## Życiorys
Był synem dr. Franciszka Jana Kmietowicza lekarza miejskiego w Krynicy i Kazimiery Rzaskiej. Po zdaniu matury w Nowym Sączu studiował medycynę w latach 1911–1912 na Uniwersytecie Jagiellońskim, a w latach 1912–1916 na Uniwersytecie Lwowskim. W latach 1916–1918 walczył na froncie włoskim i serbskim. 1 stycznia 1917 roku został mianowany podporucznikiem sanitarnym rezerwy. W 1918 roku jego oddziałem macierzystym był c. i k. 87 pułk piechoty.
W listopadzie 1918 w stopniu podporucznika uczestniczył w obronie Lwowa w 1918 w trakcie wojny polsko-ukraińskiej, biorąc udział w walkach na II odcinku w pododcinku poczty na stanowisko lekarza zastąpił rannego ppor. lek. Adama Sołtysika. W latach 1918–1921 był kierownikiem sekcji personalnej szefostwa sanitarnego WP w Warszawie. W 1921 roku został przeniesiony do rezerwy. Został zweryfikowany w stopniu kapitana ze starszeństwem z dniem 1 czerwca 1919 roku w korpusie oficerów rezerwy sanitarnych, grupa lekarzy. W latach 1923–1924 posiadał przydział w rezerwie do 6 batalionu sanitarnego we Lwowie. W 1934 roku pozostawał w ewidencji Powiatowej Komendy Uzupełnień Nowy Sącz. Posiadał przydział do kadry zapasowej 6 Szpitala Okręgowego. Był wówczas kapitanem ze starszeństwem z dniem 1 czerwca 1919 roku i 283. lokatą w korpusie oficerów pospolitego ruszenia sanitarnych, grupa lekarzy.
W 1920 doktoryzował się na Uniwersytecie Lwowskim kończąc studia medyczne. W latach 1921–1934 był starszym asystentem katedry farmakologii tegoż Uniwersytetu we Lwowie. W 1934 uzyskał habilitację w zakresie fizykoterapii ogólnej i doświadczalnej, z której do 1939 miał wykłady i ćwiczenia. W październiku 1936 otrzymał prawo veniam legendi z zakresu fizjoterapii ogólnej i doświadczalnej na Wydziale Lekarskim Uniwersytetu Jana Kazimierza we Lwowie. W semestrze zimowym spędzał drugą połowę roku jako lekarz prywatny i właściciel zakładu fizykoterapeutycznego w Krynicy. Zainstalował pierwszy w uzdrowisku aparat rentgenowski. Pozostawił około 40 prac publikowanych w większości w Polskiej Gazecie Lekarskiej. Dotyczyły one promieniolecznictwa, balneologii i klimatologii. Pisał prace o balneologicznym leczeniu chorób żołądka, chorób krążeniowych, o działaniu leczniczym wód krynickich. Wyjeżdżał w celach naukowych do Francji (1926) i do Niemiec (1933). Brał czynny udział w pracach Polskiego Towarzystwa Lekarskiego, nadzorował budowę domu zdrojowego w Morszynie.
W kampanii wrześniowej służył w stopniu majora. Po nastaniu okupacji sowieckiej działał w ramach Stronnictwa Narodowego. Został doradcą politycznym Polskiej Organizacji Walki o Wolność (POWW).